# 足利義澄
足利義澄（日语：／ Ashikaga Yoshizumi；1481年1月15日—1511年9月6日）是日本室町幕府第11代征夷大将军，1495年至1508年在職。

## 生平
足利義澄是初代堀越公方足利政知（第6代將軍足利義教之四子）之子。文明12年12月15日（1481年1月15日）出生。義澄出生之時，足利政知已將義澄的同父異母兄茶茶丸立為嫡子，當作堀越公方的繼承人。根據在職的幕府将軍足利義政的安排，他被送到京都天龍寺的香嚴院出家，並於文明十九年（1487年）六月到達香嚴院，法號清晃。
長享三年（1489年）3月，擔任幕府將軍的從弟足利義尚死去，義政失去了後繼者。翌年足利義政也死去，室町幕府將軍之位空虛。清晃被幕府選為義政的猶子，並成為將軍候選人之一。清晃雖有管領細川政元的支持，但足利義視的兒子義材卻在義政的遺孀日野富子的推舉下成為第10代將軍。延德2年（1490年）4月27日，日野富子決定將自己曾經居住過的小川御所讓給了清晃居住。足利義視認為日野富子準備將清晃立為將軍的繼承人，因此在翌月拆毀了小川御所。這導致了足利義材與日野富子的關係惡化。
明應二年（1493年），管領細川政元聯合日野富子、伊勢貞宗等人發動明應之變，廢去將軍足利義材，將其幽禁於龍安寺；隨後讓清晃元服並擁立其為第11代將軍，改名足利義遐，不久改名義高。但足利義高沒有實權，實權掌握在日野富子、伊勢貞宗等人手裡。而且前將軍足利義材也逃出了幽禁地，號召各地支持者反對幕府。
明應五年（1496年），日野富子去世，足利義高改名義澄，試圖親政，因此與被時人稱為「半將軍」的管領細川政元發生了對立。細川政元辭去了管領一職前往丹波，足利義澄親自率部前往慰留，包圍政元於岩倉的金龍寺（妙善院）。為了重任管領一職，細川政元與伊勢貞宗達成協議，派人殺害了留在京都的義材的弟弟實相院義忠。
義忠是政元所主意的將軍繼承人，殺害義忠使細川政元廢黜義澄一事成為了泡影，此後細川政元與足利義澄一直試圖維持著關係。
永正四年（1507年）細川政元遭到暗殺，細川氏（京兆家）陷入了細川澄之、細川澄元與細川高國三人爭奪家督之位的內訌中（永正錯亂）。翌年四月，周防守護大内義興得知此事後，擁戴前將軍足利義尹（即足利義材）進軍京都。足利義澄在近江守護六角高賴的擁護下逃奔朽木谷，後逃往蒲生郡水莖岡山城。七月，足利義澄被廢黜，足利義尹改名義稙並再次成為將軍。
足利義澄恢復自己的勢力之後試圖復辟，派遣細川澄元、三好之長、三好長秀等進攻京都，但為細川高國、大內義興、畠山尚順等人所敗。隨後義澄派人暗殺義稙的陰謀宣告流產。永正七年（1510年），足利義稙派遣細川高國、大內義興攻打近江，被近江國人眾擊退。此後足利義澄又向豐後國的大友親治、播磨國的赤松義村發出御內書，尋求復辟的支持。翌年八月十四日（1511年9月6日）義澄與足利義稙、細川高國、大內義興對峙時在近江國水莖岡山城（滋賀縣近江八幡市）死去，享年32歲（滿30歲），法名法住院殿旭山道晃。
足利義澄死後的第九天，義澄派和義稙派在船岡山爆發決戰，最終義稙派勝利，足利義稙將軍之位得到了確立。隨後雙方陣營達成和解，足利義澄的兒子足利義晴和足利義維，分別被被託付給了義澄派的赤松義村和義稙派的細川之持（義稙派細川澄元的兄長）照顧。

## 墓所與肖像
墓所
法号法住院殿旭山道晃。其墳墓的具體位置不明，山梨縣笛吹市有所謂的義澄之墓和五輪塔。
肖像
目前尚沒有已被確定的義澄肖像画流傳於世，但在等持院和鑁阿寺都有足利義澄的木像。

## 年譜
- 明應2年（1493年）
  - 4月28日敘從五位下，元服並取名義遐。14歲。
  - 6月19日改名義高。
- 明應3年
  - 11月24日（1494年12月21日）敘正五位下，任左馬頭。15歲。
  - 12月27日（1495年1月23日）被封為征夷大將軍。
- 文龜2年（1502年）
  - 7月12日，敘從四位下，任參議，兼任左近衛中將。23歲。
  - 7月21日，改名義澄。
- 文龜3年（1503年）
  - 1月14日，敘從三位。24歲。
- 永正5年（1508年）
  - 4月16日，被解除征夷大将軍、参議、左近衛中将職位。29歲。
- 永正8年（1511年）
  - 8月14日死去。享年32。
- 永正18年（1521年）
  - 8月12日、贈從一位左大臣。
- 天文2年（1533年）
  - 9月12日、贈太政大臣。

## 接受其偏諱人物
- 日野高光（日野澄光）
- 足利高基
- 簗田高助
- 小山高朝
- 細川高國
- 六角高賴
- 京極高清
- 畠山高政
- 仁木高長
- 大館高信
- 細川高久
- 南部高信
- 大崎高兼
- 細川澄元
- 細川澄之
- 細川澄賢
- 山名澄之